# 前234年
| 千纪： | 前1千纪 |
| 世纪： | 前4世纪 \| 前3世纪 \| 前2世纪                                                                                         |
| 年代： | 前260年代 \| 前250年代 \| 前240年代 \| 前230年代 \| 前220年代 \| 前210年代 \| 前200年代                               |
| 年份： | 前239年 \| 前238年 \| 前237年 \| 前236年 \| 前235年 \| 前234年 \| 前233年 \| 前232年 \| 前231年 \| 前230年 \| 前229年 |
| 纪年： | 齊王建三十一年 趙幽繆王二年 魏景湣王九年 韓王安五年 秦王政十三年 楚幽王四年 衛君角八年 燕王喜二十一年                 |

## 大事记
- 秦王嬴政擔心秦滅韓時，趙國仍有助韓的可能，再度攻打趙國的平陽（今河北磁縣東南）、武城（磁縣西南），斬首10萬，大敗趙軍，並殺死趙將扈輒。趙王以李牧為大將軍，復戰於宜安、肥下，秦師敗績，桓齮奔還。趙封李牧為武安君。